# Centrophorus harrissoni
O Centrophorus harrissoni é uma espécie de tubarão pertencente à familia Centrophoridae.